# Грабовець (Гайнівський повіт)
Грабовець (Ґрабовець, пол. Grabowiec) — село в Польщі, у гміні Дубичі Церковні Гайнівського повіту Підляського воєводства. Населення — 275 осіб (2011).

## Історія
Засноване в XVI столітті. Згадується 1576 року як Обиходник. Близько 1560 року обіймало 60 волок землі.
У 1975—1998 роках село належало до Білостоцького воєводства.

## Демографія
Демографічна структура станом на 31 березня 2011 року:
|          | Загалом | Допрацездатний вік | Працездатний вік | Постпрацездатний вік |
| -------- | ------- | ------------------ | ---------------- | -------------------- |
| Чоловіки | 133     | 11                 | 68               | 54                   |
| Жінки    | 142     | 12                 | 37               | 93                   |
| Разом    | 275     | 23                 | 105              | 147                  |

## Особистості

### Народилися
- Василь Петручук, письменник[2].